# Jeanne Manomba-Kombila
Jeanne Manomba-Kombila est née le 25 février 1939, dans la Nyanga (Sud-Ouest). Femme politique Gabonaise.

## Biographie
- 2009 : devient médiateur de la république adjointe, avec Jean-Louis Messan comme médiateur de la république du Gabon
- 1996 : succède à Mihindou Mi-Nzamba en tant que présidente de la médiature de la République Gabonaise
- 1984 : ambassadeur du Gabon au Sénégal
- 1978 : présidente de l’Union des femmes du Parti démocratique gabonais (UFPDG), branche féminine du parti unique - le Parti démocratique gabonais (PDG), créé le 12 mars 1968 par le chef de l’État Omar Bongo Ondimba
- 1975 : secrétaire d’Etat chargée de la Condition féminine dans le gouvernement du Premier ministre Léon Mébiame
- 1974 : Haut commissaire à la Condition féminine
- 1961-1962 : directrice des centres socio-éducatifs

## Essais
Le célèbre masque punu des peuples badjag, éditions la Compagnie Littéraire, 2017 